# Campionati europei di atletica leggera 2010 - Getto del peso maschile

## Podio
| Pos.    | Atleta          | Nazionalità | Misura  |
| ------- | --------------- | ----------- | ------- |
| Oro     | Tomasz Majewski | Polonia     | 21,00 m |
| Argento | Ralf Bartels    | Germania    | 20,93 m |
| Bronzo  | Māris Urtāns    | Lettonia    | 20,72 m |

## Record
Prima di questa competizione, il record del mondo (RM), il record europeo (EU) ed il record dei campionati (RC) sono i seguenti:
| Record                | Prestazione | Atleta                      | Data                                     | Competizione                                |
| --------------------- | ----------- | --------------------------- | ---------------------------------------- | ------------------------------------------- |
| Record mondiale       | 23,12 m     | Randy Barnes Stati Uniti    | 20 maggio 1990 Westwood, USA             |                                             |
| Record europeo        | 23,06 m     | Ulf Timmermann Germania Est | 22 maggio 1988 La Canea, Grecia          |                                             |
| Record dei campionati | 22,22 m     | Werner Günthör Svizzera     | 28 agosto 1986 Stoccarda, Germania Ovest | Campionati europei di atletica leggera 1986 |

## Programma
| Data           | Ora   | Turno          |
| -------------- | ----- | -------------- |
| 30 luglio 2010 | 11:30 | Qualificazioni |
| 31 luglio 2010 | 18:30 | Finale         |

## Risultati

### Qualificazioni
Qualificazione: Accedono alla finale gli atleti che ottengono la misura di 20,00 metri o le prime 12 migliori misure.
| Pos. | Gruppo | Atleta                    | Nazionalità | 1ª prova | 2ª prova | 3ª prova | Risultato | Note |
| ---- | ------ | ------------------------- | ----------- | -------- | -------- | -------- | --------- | ---- |
| 1    | B      | Pavel Lyzhyn              | Bielorussia | x        | 19,43 m  | 20,42 m  | 20,42 m   | Q    |
| 2    | A      | Ralf Bartels              | Germania    | 20,37 m  |          |          | 20,37 m   | Q    |
| 3    | A      | Tomasz Majewski           | Polonia     | 20,36 m  |          |          | 20,36 m   | Q    |
| 4    | B      | David Storl               | Germania    | 19,74 m  | x        | 20,24 m  | 20,24 m   | Q    |
| 5    | B      | Māris Urtāns              | Lettonia    | 18,55 m  | 19,17 m  | 20,19 m  | 20,19 m   | Q    |
| 6    | A      | Nedžad Mulabegović        | Croazia     | 20,01 m  |          |          | 20,01 m   | Q    |
| 7    | A      | Antonín Žalský            | Rep. Ceca   | 19,93 m  | 19,78 m  | 19,74 m  | 19,93 m   | q    |
| 8    | B      | Asmir Kolašinac           | Serbia      | x        | 19,75 m  | 19,83 m  | 19,83 m   | q    |
| 9    | A      | Carl Myerscough           | Regno Unito | 19,34 m  | x        | 19,81 m  | 19,81 m   | q    |
| 10   | B      | Jakub Giża                | Polonia     | 19,44 m  | 18,90 m  | 19,69 m  | 19,69 m   | q    |
| 11   | B      | Borja Vivas               | Spagna      | 19,14 m  | 19,21 m  | 19,51 m  | 19,51 m   | q    |
| 12   | B      | Marco Fortes              | Portogallo  | 19,24 m  | 19,48 m  | 18,70 m  | 19,48 m   |      |
| 13   | A      | Taavi Peetre              | Estonia     | 19,42 m  | x        | x        | 19,42 m   |      |
| 14   | A      | Andriy Semenov            | Ucraina     | 19,31 m  | x        | x        | 19,31 m   |      |
| 15   | A      | Lajos Kürthy              | Ungheria    | x        | 19,15 m  | x        | 19,15 m   |      |
| 16   | A      | Niklas Arrhenius          | Svezia      | 18,93 m  | x        | x        | 18,93 m   |      |
| 17   | A      | Milan Jotanovic           | Serbia      | 18,81 m  | 18,38 m  | 18,42 m  | 18,81 m   |      |
| 18   | B      | Mihaíl Stamatóyiannis     | Grecia      | 18,15 m  | 18,28 m  | 18,58 m  | 18,58 m   |      |
| 19   | A      | Miroslav Vodovnik         | Slovenia    | x        | 18,42 m  | x        | 18,42 m   |      |
| 20   | B      | Georgi Ivanov             | Bulgaria    | 18,18 m  | 18,28 m  | x        | 18,28 m   |      |
| 21   | B      | Georgios Arestis          | Cipro       | x        | 18,23 m  | 17,76 m  | 18,23 m   |      |
| 22   | B      | Kim Christensen           | Danimarca   | 17,36 m  | 18,20 m  | x        | 18,20 m   |      |
| 23   | A      | Manuel Martínez           | Spagna      | 18,08 m  | x        | 17,73 m  | 18,08 m   |      |
|      | B      | Ódinn Björn Thorsteinsson | Islanda     | x        | x        | x        | NM        |      |
|      | B      | Yves Niaré                | Francia     | x        | x        | x        | NM        |      |
| dq   | A      | Andrėj Michnevič          | Bielorussia | 20,35 m  |          |          | 20,35 m   | Q    |
| dq   | B      | Remigius Machura          | Rep. Ceca   | 18,71 m  | 18,55 m  | x        | 18,71 m   |      |

Legenda: 
- x = Lancio nullo;
- Q = Qualificato direttamente;
- q = Ripescato;
- NM = Nessun lancio valido;
- DNS = Non è sceso in pedana.

### Finale
La finale si è svolta a partire dalle 18:30 del 31 agosto 2010 ed è terminata dopo un'ora circa.
| Pos.    | Atleta             | Nazionalità | 1ª prova | 2ª prova | 3ª prova | 4ª prova | 5ª prova | 6ª prova | Misura  | Note                          |
| ------- | ------------------ | ----------- | -------- | -------- | -------- | -------- | -------- | -------- | ------- | ----------------------------- |
| Oro     | Tomasz Majewski    | Polonia     | 20,66 m  | 20,83 m  | 20,78 m  | 21,00 m  | 20,96 m  | 20,59 m  | 21,00 m |                               |
| Argento | Ralf Bartels       | Germania    | 20,23 m  | 20,22 m  | 20,40 m  | 20,22 m  | 20,65 m  | 20,93 m  | 20,93 m |                               |
| Bronzo  | Māris Urtāns       | Lettonia    | 19,81 m  | 20,12 m  | x        | 20,56 m  | 20,72 m  | 20,64 m  | 20,72 m |                               |
| 4       | David Storl        | Germania    | 20,24 m  | 20,24 m  | x        | 20,28 m  | x        | 20,57 m  | 20,57 m |                               |
| 5       | Nedžad Mulabegović | Croazia     | 20,56 m  | x        | 20,33 m  | 19,90 m  | 20,50 m  | 20,37 m  | 20,56 m | Miglior prestazione personale |
| 6       | Pavel Lyzhyn       | Bielorussia | x        | 19,93 m  | 20,11 m  | x        | x        | x        | 20,11 m |                               |
| 7       | Antonín Žalský     | Rep. Ceca   | 20,01 m  | x        | x        | 19,58 m  | x        | x        | 20,01 m |                               |
| 8       | Asmir Kolašinac    | Serbia      | 19,61 m  | x        | 19,87 m  |          |          |          | 19,87 m |                               |
| 9       | Jakub Giża         | Polonia     | 18,63 m  | 19,04 m  | 19,73 m  |          |          |          | 19,73 m |                               |
| 10      | Borja Vivas        | Spagna      | 19,04 m  | 18,94 m  | 19,12 m  |          |          |          | 19,12 m |                               |
| 11      | Carl Myerscough    | Regno Unito | x        | x        | 18,19 m  |          |          |          | 18,19 m |                               |
| dq      | Andrei Mikhnevich  | Bielorussia | 20,49 m  | 21,01 m  | 20,87 m  | 20,77 m  | 20,58 m  | 20,94 m  | 21,01 m |                               |

Legenda: 
- x = Lancio nullo;
- NM = Nessun lancio valido;
- DNS = Non è sceso in pedana.